# En émoi
Pour les articles homonymes, voir In Bloom (homonymie).
Pour plus de détails, voir Fiche technique et Distribution.
En émoi (In Bloom) est un film américain de Chris Michael Birkmeier sorti en 2014.
Le film raconte l'histoire de deux jeunes hommes gays qui traversent l’expérience douloureuse de la séparation pendant un été à Chicago.

## Synopsis
Kurt (Kyle Wigent) et Paul (Tanner Rittenhouse) vivent depuis trois ans une jolie romance que rien ne semble pouvoir briser. Tous deux vivent la plupart du temps ensemble; Paul travaille dans une épicerie de Chicago, tandis que Kurt vit du trafic de marijuana qui lui rapporte pas mal d’argent. Mais tout va commencer à s’enchaîner lorsque Kurt fait la rencontre d’un jeune garçon, Kevin (Adam Fane), qui lui achète de l'herbe, et pour lequel il va commencer à éprouver une certaine attirance. Cette attirance aura des conséquences sur l’amour qu’il porte à Paul, car leur couple va, peu à peu, commencer à s’effriter.

## Fiche technique
- Titre original : In Bloom
- Titre français : En émoi
- Réalisation : Chris Michael Birkmeier
- Scénario : Chris Michael Birkmeier
- Directeur de la photographie : Dustin Suspencheck
- Musique : Joywave
- Montage : Collin Mauro
- Casting : Anthony D. White
- Direction artistique : Jason Balla
- Producteurs : Chris Michael Birkmeier, Judy Birkmeier , Michael Birkmeier, Mary Helen Crooks, Andrew Cummings, Michael Emerson, Kevin Hartmann, Alex Levine, Mary Mauro, Mary Mrozinski, Robert Puttkammer, Tuari Rittenhouse
- Sociétés de production : Rediation Pictures, Shoreline Entertainment
- Sociétés de distribution : TLA Releasing
- Pays d'origine :  États-Unis
- Langue originale : anglais
- Genres : drame, romance, thriller
- Durée : 88 minutes
- Format : 1.85 : 1
- Dates de sortie : 18 avril 2014
- Date de sortie DVD : 26 mars 2014
- Date de sortie VOD : 24 février 2015
- Année de production: 2011

## Distribution
- Kyle Wigent : Kurt
- Tanner Rittenhouse : Paul
- Adam Fane : Kevin
- Jake Andrews : Eddie
- Steve Casillas : Brad
- Emma Blyth : Alison
- Cooper Johnson : Jack
- Vincent Degaetano : Justin
- Robert Fortney : le tueur

## Production
- Le film a été tourné en 23 jours au mois d'août 2011.
- La musique et les chansons du film ont été composées par le groupe indépendant Joywave.